# ۳۸۲ (قمری)
۳۸۲ (قمری)، سیصد و هشتاد و دومین سال در گاهشماری هجری قمری است. اول محرم این سال برابر با چهاردهم مارس سال ۹۹۲ میلادی است.